# دنزل بست
دنزل بست (بالإنجليزية: Denzil Best)‏ هو عازف جاز أمريكي، ولد في 27 أبريل 1917 في نيويورك في الولايات المتحدة، وتوفي بنفس المكان في 24 مايو 1965.

## وصلات خارجية
- دنزل بست على موقع IMDb (الإنجليزية)
- دنزل بست على موقع ميوزك برينز (الإنجليزية)
- دنزل بست على موقع أول ميوزيك (الإنجليزية)
- دنزل بست على موقع ديسكوغز (الإنجليزية)